# Планински попић
Планински попић (лат. Prunella collaris) је мала птица певачица из породице Prunellidae, која је пореклом из Евроазије и Северне Африке .

## Таксономија
Планинског попића је описао аустријски природњак Ђовани Антонио Скополи 1769. године. Он је сковао биномно име Sturnus collaris и одредио типично налазиште као регион Корушка у јужној Аустрији. Специфични епитет потиче од латинског collaris „врат“. Ова врста се сада сврстава у род Prunella који је увео француски орнитолог Луј Пјер Вијејо 1816. године. Планинског попића, заједно са хималајским попићем (Prunella himalayana), поједини ауторитети одвајају од осталих попића у род Laiscopus.
Реч „accentor“ потиче из посткласичног латинског и значи особа која пева са другима. Име рода Prunella потиче од немачке речи Braunelle, „dunnock“, деминутива од braun, „браон“. Специфични епитет је од латинске речи "collare", "collaris", што значи "оковратник"
Препознато је девет подврста:
- Prunella collaris collaris ( Scopoli, 1769) - југозападна Европа до Словеније, Карпата и Корзике, северозападна Африка
- Prunella collaris (Brehm, CL, 1831) - Хрватска до Бугарске и Грчке, Крит и југозападна Турска
- Prunella collaris montana (Hablizl, 1783) - северна и источна Турска до Кавказа, Ирана и Туркменистана
- Prunella collaris rufilata (Severtzov, 1879) - североисточни Авганистан и северни Пакистан преко планина централне Азије до западне Кине
- Prunella collaris whymperi ( Baker, ECS, 1915) - западни Хималаји
- Prunella collaris nipalensis ( Blyth, 1843) - централни и источни Хималаји до јужноцентралне Кине и северног Мјанмара
- Prunella collaris tibetana (Bianchi, 1905) - источни Тибет
- Prunella collaris erythropygia (R. Swinhoe, 1870) - источни Казахстан и јужно-централни Сибир до североисточног Сибира, Јапана, Кореје и североисточне Кине
- Prunella collaris fennelli (Deignan, 1964) - Тајван

## Опис
Ово је птица величине црвендаћа, 15-17,5- цм дужине, нешто већа од  свог рођака, обичног попића (Prunella modularis). Има пругаста смеђа леђа, помало подсећајући на обичног врапца (Passer domesticus), али одрасли имају потпуно сиву главу и црвенкасто-смеђе мрље на доњем делу тела. Има танки шиљати кљун инсектоједа.
Полови су слични, мада мужјаци могу бити различити по изгледу. Младе птице имају смеђе главе и доњи део тела.

## Распрострањеност и станиште
Налази се у планинама јужне умерене Европе, Либана и Азије на висинама изнад 2.000 м. Углавном је станарица, зимује чешће на нижим географским ширинама, али неке птице лутају као ретке луталице чак до Велике Британије.
Планински попић је птица голих планинских предела са нешто ниске вегетације.

## Гнежђење
Гради уредно гнездо ниско у жбуњу или пукотини стене, полажући 3-5 неупрљаних небескоплавих јаја.
Систем парења је од посебног интереса. Домаћи ареали заузимају групе за гнежђење од три или четири мужјака са три или четири женке. То су птице које нису у сродству и имају друштвено полигинандрни систем парења. Мужјаци имају хијерархију доминације, при чему су алфа мужјаци генерално старији од подређених. Женке траже парење са свим мужјацима, иако је алфа мужјак може бранити од парења са мужјацима нижег ранга. Заузврат, мужјаци траже парење са свим женкама. ДНК отисак прстију је коришћен да би се показало да унутар легла често постоји мешано очинство, иако је женка увек права мајка птића одгајаних у њеном гнезду. Мужјаци ће обезбеђивати храну птићима у неколико гнезда унутар групе, у зависности од тога да ли су се парили са женком или не – мужјаци пружају бригу само када је вероватно да ће бити прави очеви птића.